# Прудище (Холм-Жирковский район)
Прудище — упразднённая деревня в Холм-Жирковском районе Смоленской области России. Входила на момент упразднения в состав Богдановского сельского округа. В 21 веке — урочище

## История
В годы Великой Отечественной войны местность находилась в зоне оккупации войск нацистов.
Официально упразднена решением Смоленской областной думы от 31.05.2000 N 115 «Об упразднении административно-территориальной единицы в Холм-Жирковском районе».